# Capricornia
Pour les articles homonymes, voir Capricornia (homonymie).
Albums de Midnight Oil
The Real Thing
(2000) Best of Both Worlds
(2004)
Singles
1. Golden Age
Sortie : 2001

Capricornia est le onzième album studio du groupe de rock australien Midnight Oil sorti le 19 février 2002.
Il se classe 8e en Australie et 28e en Nouvelle-Zélande.
La chanson Golden Age a été commercialisée en single de façon limité. Too Much Sunshine, Mosquito March et Luritja Way ont seulement fait l'objet de singles promotionnels hors commerce.
Le titre de l'album se réfère au roman homonyme paru en 1938 de l'auteur australien Xavier Herbert (en).

## Liste des titres
Les titres listés ici sont ceux de l'édition européenne. Les deux derniers morceaux sont absents des éditions australienne et américaine. Sur cette dernière, la chanson Say Your Prayers (extraite du précédent album The Real Thing) a été ajoutée.
| No  | Titre                                    | Auteur                                    | Durée |
| --- | ---------------------------------------- | ----------------------------------------- | ----- |
| 1.  | Golden Age                               | - Peter Garrett - Rob Hirst - Jim Moginie | 3:47  |
| 2.  | Too Much Sunshine                        | Moginie                                   | 3:46  |
| 3.  | Capricornia                              | - Moginie - Hirst                         | 3:19  |
| 4.  | Luritja Way                              | - Moginie - Hirst                         | 4:03  |
| 5.  | Tone Poem                                | - Moginie - Garrett                       | 4:54  |
| 6.  | A Crocodile Cries (instrumental)         | Moginie                                   | 1:07  |
| 7.  | Mosquito March                           | - Moginie - Garrett                       | 3:06  |
| 8.  | Been Away Too Long                       | - Moginie - Garrett                       | 3:17  |
| 9.  | Under the Overpass                       | - Moginie - Hirst                         | 4:07  |
| 10. | World That I See                         | - Moginie - Hirst                         | 4:11  |
| 11. | Poets & Slaves                           | Moginie                                   | 5:48  |
| 12. | Kiss That Girl                           | Moginie                                   | 3:37  |
| 13. | Pub with No Beer (reprise de Slim Dusty) | Gordon Parsons                            | 4:00  |

| 1. | Capricornia Interviews               | 6:40 |
| 2. | Luritja Way (Live at The Chapel)     | 3:55 |
| 3. | Mosquito March (Live at The Chapel)  | 3:55 |
| 4. | Forgotten Years (Live at The Chapel) | 4:50 |

## Composition du groupe
- Peter Garrett : chant
- Bones Hillman : basse, chœurs
- Jim Moginie : guitares, claviers, chœurs
- Martin Rotsey : guitares
- Rob Hirst : batterie, chœurs

## Classements hebdomadaires
| Classement (2002)        | Meilleure place |
| ------------------------ | --------------- |
| Australie (ARIA)         | 8               |
| Nouvelle-Zélande (RIANZ) | 28              |